# Amt Angermund
Das Amt Angermund war seit dem 13. Jahrhundert ein Verwaltungs- und Gerichtsbezirk im historischen Territorium des Herzogtums Berg. Nach dem Ende des napoleonischen Großherzogtums Berg bestand es als Teil der preußischen Rheinprovinz bis 1928. Rechtsnachfolger wurde am 1. Januar 1929 das bis Ende 1974 bestehende Amt Angerland.

## Geographie
Das bergische Amt Angermund entsprach weitestgehend dem Gebiet um den Angerbach, einem 35,8 km langen rechtsrheinischen Zufluss zum Niederrhein. Im Norden wurde das Amt Angermund begrenzt durch die Stadt Duisburg, im Nordwesten durch die Stadt Uerdingen, im Osten durch die Reichsabtei Werden mit Kettwig an der Ruhr und im Süden durch die Stadt Düsseldorf.

## Geschichte
Am südlichen Ende des alten Ortskerns von Düsseldorf-Angermund befindet sich die Burg Angermund aus dem 13. Jahrhundert. Sie war neben Haus Angerort eine der nördlichsten Bastionen der Grafen von Berg und Sitz des Amtmanns zu Angermund. Dieses nördliche Gebiet, südlich der Ruhr gelegen, gehörte ab etwa 1212 zum Einflussbereich der Grafen zu Berg. Die älteste urkundliche Überlieferung für eine Burg aus dem Jahr 1188 nennt sie Castrum Angermunt et curiam. Als erster amtlicher Vertreter des Grafen, damals noch mit „officialis“ bezeichnet ist ein Ritter Zobbo 1303 nachweisbar. Die Bezeichnung „amptmann“ wurde in Urkunden ab etwa 1350 verwendet. Das Amt Angermund zählt zu den acht alten Bergischen Ämtern, die in einer Urkunde vom 6. September 1363 aufgelistet wurden. Spätestens im Jahr 1423 hatte sich der Ort nahe der Burg zur Freiheit Angermund entwickelt.

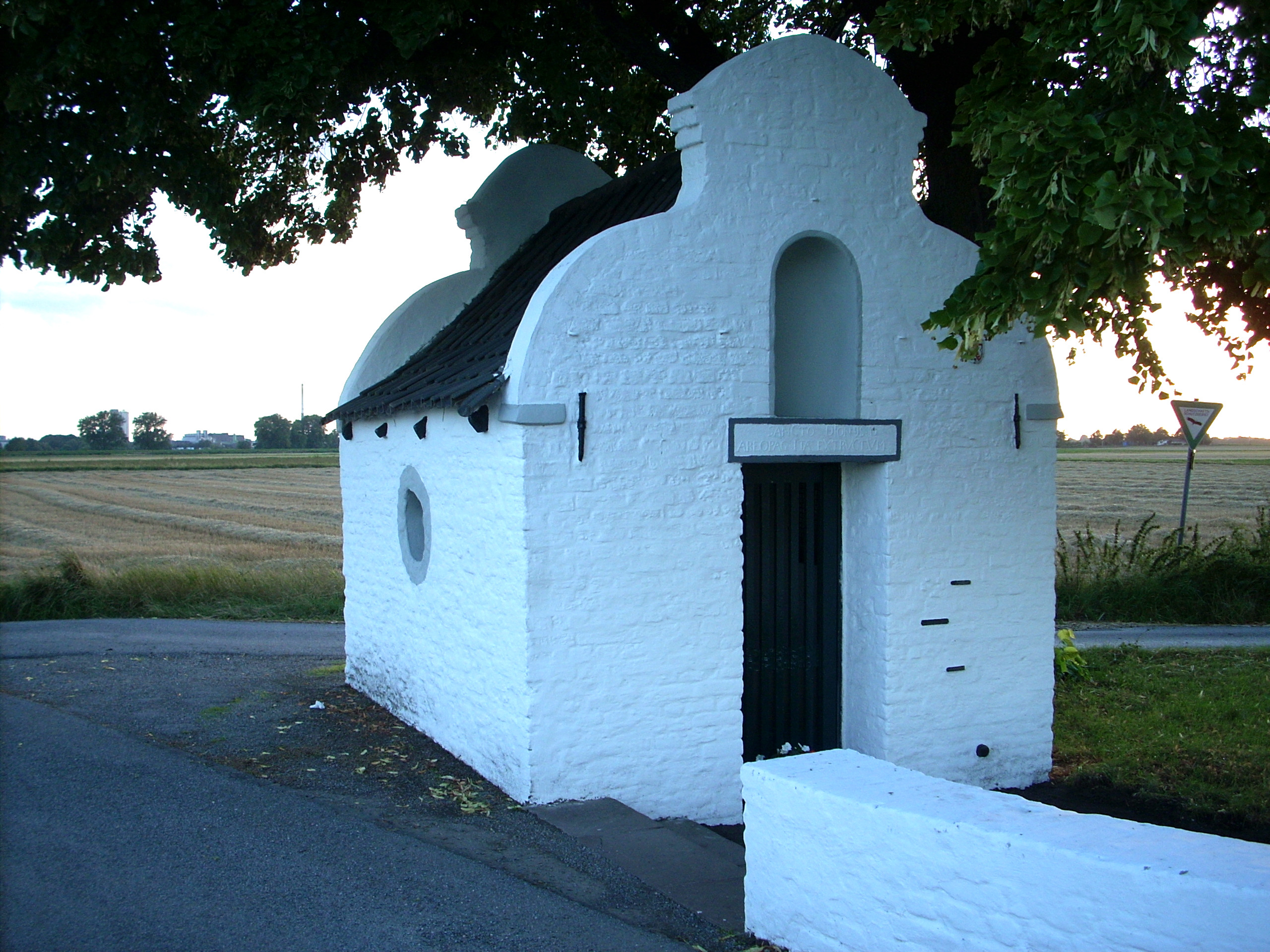
St.-Dionysius-Kapelle zwischen Mündelheim und Wittlaer von 1723

Um 1500 wurden durch den Amtmann in Angermund die Dörfer Angermund, Wittlaer, Kalkum, Bockum (bei Wittlaer), Kaiserswerth, Rath, die Gebiete der heutigen Duisburger Stadt- und Ortsteile Mündelheim, Hüttenheim, Ungelsheim, Serm, Ehingen, Huckingen, Buchholz, Wedau, Bissingheim, Großenbaum, Rahm und die Ortschaften Velbert, Heiligenhaus, Lintorf sowie kleinere südliche Teile der heutigen Stadt Mülheim an der Ruhr verwaltet. Ratingen lag zwar im Gebiet des Amtes, hatte aber autonome Stadtrechte. Dabei gehörten die Teile des niederbergischen Territoriums zum (Unter)amt Landsberg, das jedoch meist vom Amt Angermund mitverwaltet wurde.
Das zuständige Gericht für das Amt Angermund saß in dem nahe Kaiserswerth gelegenen (um 1700 im spanischen Erbfolgekrieg völlig untergegangen) Ort Kreuzberg. Es war eines der bedeutendsten Gerichte der Grafschaft Berg, das schon im 12. Jahrhundert als ein Grafengericht unter dem Vorsitz eines fürstlichen Amtmanns erwähnt ist.
Als Beamter des Landesherrn war der Amtmann von Angermund auch Vorsitzender des Schöffengerichts in Düsseldorf und Amtmann von Düsseldorf, bis ab etwa 1335 in seiner Vertretung ein Schultheiß Gerichtsvorsitzender in Düsseldorf wurde. 1371 löste Graf Wilhelm von Berg Düsseldorf ganz aus dem Verband des Landgerichts Kreuzberg und gab Düsseldorf damit die volle Gerichtshoheit.
Ende des 18. Jahrhunderts war das Amt in folgende Einheiten gegliedert:
- Stadt Ratingen mit der Ratinger Außenbürgerschaft
- Landgericht Angermund
  - Freiheit Angermund, Haus Angermund, Haus Helltorf, Haus Pilikrath
  - Dorf Rahm
- Landgericht in den Brüggen
  - Honschaft Bracht
  - Honschaft Eckamp mit Haus zum Haus
  - Honschaft Eggerscheid mit Haus Gräfgenstein
  - Honschaft Lintorf
  - Honschaft Schwarzbach
- Landgericht Homberg
  - Honschaft Bellscheid
  - Honschaft Flandersbach
  - Honschaft Hasselbeck
  - Honschaft Hetterscheidt
  - Honschaft Hösel mit Haus Anger
  - Honschaft Homberg
  - Honschaft Isenbügel
  - Honschaft Krehwinkel
  - Honschaft Leubeck mit Heiligenhaus
  - Honschaft Meiersberg
  - Honschaft Rützkausen
  - Honschaft Tüschen
  - Honschaft Velbert
  - Herrschaft Oefte mit Haus Oefte
- Hauptgericht Kreuzberg
  - Honschaft Bockum
  - Honschaft Huckingen mit Haus Angerort, Haus Böckum, Haus Kesselsberg, Haus Remberg
  - Honschaft Kalkum mit Schloss Kalkum, Heiderhof
  - Dorf Zeppenheim
  - Honschaft Lohausen mit Haus Lohausen, Haus Leuchtenberg
  - Honschaft Stockum mit Haus Schellenburg
  - Honschaft Mündelheim
  - Honschaft Ehingen
  - Honschaft Serm und Rheinheim
  - Honschaft Rath mit Kloster Rath, Haus Hain, Haus Heiligendonk, Haus Volkardey, Haus Aap
  - Honschaft Wittlaer mit Haus Winkelhausen
  - Honschaft Einbrungen mit Haus Kaldenberg
- Landgericht Mintard
  - Honschaft Laupendahl mit Haus Landsberg, Haus Hugenpoet, Kettwiger Brücke
  - Honschaft Breitscheid mit Haus Linnep
  - Honschaft Selbeck
  - Dorf Mintard

Im Jahr 1806 kam das Herzogtum Berg im Rahmen eines Tauschvertrages mit dem bayerischen König Maximilian I. Joseph an Napoleon, der seinen Schwager Joachim Murat als Regenten einsetzte. Mit der Einführung der französischen Verwaltungsstrukturen im Großherzogtum Berg (1808) wurde das Amt Angermund aufgelöst und dem Kanton Ratingen zugeordnet.
Nach dem Ende der napoleonischen Herrschaft bestand das Amt Angermund im Königreich Preußen und später im Freistaat Preußen jedoch als Bürgermeisterei wieder fort bis zur endgültigen Auflösung am 31. Dezember 1928 im Zuge einer großen Gebietsreform. Rechtsnachfolger wurde am 1. Januar das neue Amt Angerland.
Das Gebiet des historischen Amtes Angermund gehört heute zu den Städten Düsseldorf, Duisburg, Mülheim, Essen sowie zum Kreis Mettmann.

## Liste der Amtmänner
Unter anderen standen folgende Amtmänner (in Urkunden auch Schultheiß genannt) der Verwaltung vor:
- 1288: N.N., scultetus in Angermunt[11]
- 1303: Albert gen. Sobbe von Heltorf
- 1311–1317: Hermann von Kalkum (Calcheym)
- 1321–1322: Konrad von Eller
- 1322: Wilhelm von Walde
- 1325–1327: Gobelin von Walde gen. Schoke
- 1329–1332: Wilhelm von Walde
- 1335: Heinrich von Grafschaft
- 1340–1348: Reinhard von Landsberg
- 1349: Heinrich III. EH von Grafschaft
- 1352–1357: Reinhard von Landsberg
- 1358–1364: Dietrich von Leuchtmar
- 1364–1371: Dietrich von Limburg-Broich
- 1366–1367: Dietrich von Limburg-Stirum
- 1369–1391: Hermann von der Seeldonck
- 1392: Arnold von Kalkum
- 1393–1395: Reinhard von Ulenbroich
- 1394–1395: Hermann von Winkelhausen
- 1398: Heinrich Rombliaen von Leuchtmar
- 1399: Arndt von Kalkum
- 1400: Heinrich Rombliaen von Leuchtmar
- 1402–1403: Rutger von der Horst
- 1404: Arndt von Kalkum
- 1405: Wenzel von Loë
- 1407: Reinhard von Landsberg
- 1407–1408: Wilhelm von Kalkum
- 1411: Wilhelm (Floetynck)
- 1411–1414: Hermann Ovelacker
- 1422: Heynekin in dem Wynckel
- 1427: Bernhard von der Vorst
- 1428–1430: Everhard Bolze
- 1432–1436: Bernhard von der Vorst
- 1438–1460: Ailf von Quade
- 1460–1475: Staël von Holstein
- 1468–1481: Hermann von Hammerstein
- 1470: Wilhelm von Quade
- 1475: Ruprecht von Stein
- 1489–1509: Wilhelm von Hammerstein
- 1509–1515: Gerhard Steinhaus
- 1515–1527: Gerhard von Troistorp zu Heltorf, ab 1522 zu Angerort
- 1527–1541/43: Johann von Gogreve
- 1541/43–1567: Sybert von Troisdorf
- 1568–1569: Diederich von Horst
- 1570: Adolf Scheidtmann
- 1571–1591, 1595: Dietrich von der Horst
- 1596: Rütger von der Horst
- 1599: Dietrich von der Horst
- 1610: Johann Bertram von Scheid genannt Weschpfennig
- 1616: Christian Cloudt
- 1617, 1621, 1630, 1641–1652: Johann Bertram von Scheid genannt Weschpfennig, ab 1641 Verwaltung für Weschpfennig durch Johann Wilhelm von Hugenpoet
- 1654–1655: Friedrich Christian von Spee
- 1679: Arnold Gottfried von Beveren
- 1688: Ambrosius von Viermund
- 1691: Arnold Johann von Vittinghoff genannt Schell
- 1693: Friedrich Christian von Spee
- 1707: Arnold Johann von Vittinghoff genannt Schell
- 1714: Freiherr von Schell, Herr zu Schelnberg
- 1735: Freiherr von Beveren
- 1797: Freiherr von Beveren
- 1797: Franz Joseph Anton von Spee

Ferner sind als Amtmänner folgende Personen verzeichnet: Johann von Luyen, Rutger von Arnsberg, Gottfried Ningelgen, Wolfgang Quier.

## Liste der Kellner
Folgende Angermunder Kellner sind überliefert:
- 1355–1358: Gerhard, kelner zů Angermůnt
- 1364: Adam (Damen), kelner
- 1387–1393: Johann Wess (auch Voess), kelner zů Angermondt
- 14. Jh.: Wilhelm
- 1465, 1467: Willem Offerkamp
- 1475: Adolf von Beldekusen
- 1499, 1509: Wilhelm von Hammerstein, Richter zu Angermund, der die Geschäfte des Kellers besorgte
- 1520–1529: Wolter von Plettenberg, Kellnerei-Bewahrer
- 1561, 1569: Caspar Kramp von Bardenberg
- 1573, 1576: Jacob Menghen
- 1579, 1583: Daniel Hass
- 1587, 1592: Nicolaus Gaudier
- 1606–1623: Mathias Wendelen
- 1623–1626: Anton Unkelbach
- 1626–1643: Bernhard Mattencloet
- 1643–1660: Diedrich Pfeilsticker, verheiratet mit Susanna Gerolts
- 1665, 1666: Heinrich Tenhaet
- 1672: Coen und Heinrich Schweitzers, Einnehmer zur Zeit als Friedrich Christian Freiherr von Spee die Kellnerei gepachtet hatte
- 1692–1708: Peter Weitz
- 1714, 1718: Bernhard Wilhelm Meex
- 1721, 1730: Hermann Wolfgang Francken, Kellnerei-Verwalter
- 1737–1750: Peter Anton Meex
- 1751–1759: Hermann Joseph Custodis, verheiratet mit Catharina Maria Antonia von Heerma
- 1763: Baasel
- 1794, 1801: Ferdinand Baasel